# Tinsukia
Tinsukia è una suddivisione dell'India, classificata come municipal board, di 85.519 abitanti, capoluogo del distretto di Tinsukia, nello stato federato dell'Assam. In base al numero di abitanti la città rientra nella classe II (da 50.000 a 99.999 persone).

## Geografia fisica
La città è situata a 27° 30' 0 N e 95° 22' 0 E e ha un'altitudine di 115 m s.l.m.

## Società

### Evoluzione demografica
Al censimento del 2001 la popolazione di Tinsukia assommava a 85.519 persone, delle quali 47.404 maschi e 38.115 femmine. I bambini di età inferiore o uguale ai sei anni assommavano a 8.759, dei quali 4.649 maschi e 4.110 femmine. Infine, coloro che erano in grado di saper almeno leggere e scrivere erano 67.273, dei quali 38.844 maschi e 28.429 femmine.